# Пировский
Пировский — поселок в Пировском районе Красноярского края в составе Троицкого сельсовета.

## География
Находится в примерно в  17 километрах по прямой на север от районного центра села Пировское.

## Климат
Климат в районе резко континентальный. Самый теплый месяц — июль, со средней температурой +17,8 °С, с абсолютным максимумом +34,6 °С. Самый холодный месяц — январь: средняя температура составляет –20,1 °С, абсолютный минимум –52,5 °С. 

## Население
Постоянное население составляло 61 человек в 2002 году (95% русские),  66 в 2010.

## Инфраструктура
Железнодорожная станция Пировская Красноярской железной дороги.